# Sélections olympiques américaines d'athlétisme 2004
Navigation
Championnats 2003 Championnats 2005
Les sélections olympiques américaines d'athlétisme 2004 ont eu lieu du 9 au 18 juillet 2004 au Hornet Stadium de Sacramento, en Californie. La compétition détermine les champions d'athlétisme séniors et juniors des États-Unis, et fait également office de sélection pour les Jeux olympiques de 2004.

## Résultats

### Hommes
| Épreuves | Or                             | Argent                             | Bronze                         |
| --- | ------------------------------ | ---------------------------------- | ------------------------------ |
| 100 m Vent : +0,0 m/s | Maurice Greene 9 s 91          | Justin Gatlin 9 s 92               | Shawn Crawford 9 s 93          |
| 200 m Vent : -0,7 m/s | Shawn Crawford 19 s 99         | Justin Gatlin 20 s 01              | Bernard Williams 20 s 30       |
| 400 m | Jeremy Wariner 44 s 37         | Otis Harris 44 s 67                | Derrick Brew 44 s 69           |
| 800 m | Jonathan Johnson 1 min 44 s 77 | Khadevis Robinson 1 min 44 s 91    | Derrick Peterson 1 min 45 s 08 |
| 1 500 m | Alan Webb 3 min 36 s 13        | Charlie Gruber 3 min 38 s 45       | Rob Myers 3 min 38 s 93        |
| 5000 m | Tim Broe 13 min 27 s 36        | Jonathon Riley 13 min 30 s 85      | Bolota Asmerom 13 min 32 s 77  |
| 10 000 m | Meb Keflezighi 27 min 36 s 49  | Abdi Abdirahman 27 min 55 s 00     | Daniel Browne 28 min 07 s 47   |
| 3000 m steeple | Daniel Lincoln 8 min 15 s 02   | Anthoney Famiglietti 8 min 17 s 91 | Robert Gary 8 min 19 s 46      |
| 20 000 m marche | Tim Seaman 1 h 25 min 40 s     | John Nunn 1 h 26 min 23 s          | Kevin Eastler 1 h 28 min 49 s  |
| 110 m haies Vent : -1,1 m/s | Terrence Trammell 13 s 09      | Duane Ross 13 s 21                 | Allen Johnson 13 s 25          |
| 400 m haies | James Carter 47 s 68           | Angelo Taylor 48 s 03              | Bennie Brazell 48 s 05         |
| Saut en hauteur | Jamie Nieto 2,33 m             | Matt Hemingway 2,30 m              | Tora Harris 2,27 m             |
| Saut à la perche | Timothy Mack 5,90 m            | Toby Stevenson 5,85 m              | Derek Miles 5,80 m             |
| Saut en longueur | Dwight Phillips 8,28 m         | Tony Allmond 8,10 m                | John Moffitt 8,07 m            |
| Triple saut | Melvin Lister 17,78 m          | Walter Davis 17,63 m               | Kenta Bell 17,58 m             |
| Poids | Adam Nelson 21,64 m            | Reese Hoffa 21,14 m                | John Godina 21,08 m            |
| Disque | Jarred Rome 65,77 m            | Ian Waltz 64,69 m                  | Casey Malone 64,47 m           |
| Marteau | James Parker 77,58 m           | A.G. Kruger 76,02 m                | Travis Nutter 72,46 m          |
| Javelot | Breaux Greer 82,39 m           | Brian Chaput 79,81 m               | Leigh Smith 76,38 m            |
| Décathlon | Bryan Clay 8 660 pts           | Tom Pappas 8 517 pts               | Paul Terek 8 312 pts           |
| Records et Performances - AR : Record continental (area record) - CR : Record des championnats (championship record) - MR : Record du meeting (meet record) - NR : Record national (national record) - OR : Record olympique (olympic record) - PR : Record paralympique (paralympic record) - PB : Record personnel (personal best) - SB : Meilleure performance personnelle de la saison (season's best) - WL : Meilleure performance mondiale de l'année (world leader) - WJR : Record du monde junior (world junior record) - WR : Record du monde (world record) Circonstances et Conditions - DNF : N'a pas terminé (did not finish) - DNS : N'a pas pris le départ (did not start) - DQ : Disqualification (disqualification) - NM : Aucun essai valable enregistré (No Mark) - Q : Qualifié « directement » au prochain tour (ou à la prochaine compétition), lors d'une compétition majeure, grâce au classement ou à la réalisation des minima (automatic qualifier) - q : Qualifié au prochain tour (ou à la prochaine compétition), lors d'une compétition majeure, grâce au repêchage ou à la réalisation de l'une des meilleures performances parmi celles des « non qualifiés directement » (grâce au meilleur temps ou à la meilleure distance par exemple) (secondary qualifier) |                                |                                    |                                |

### Femmes
| Épreuves | Or                              | Argent                          | Bronze                          |
| --- | ------------------------------- | ------------------------------- | ------------------------------- |
| 100 m Vent : +0,1 m/s | LaTasha Colander 10 s 97        | Lauryn Williams 11 s 10         | Gail Devers 11 s 11             |
| 200 m Vent : -1,2 m/s | Allyson Felix 22 s 28           | Muna Lee 22 s 36                | LaShauntea Moore 22 s 64        |
| 400 m | Monique Hennagan 49 s 56        | Sanya Richards 49 s 89          | DeeDee Trotter 50 s 28          |
| 800 m | Jearl Miles-Clark 1 min 59 s 06 | Nicole Teter 2 min 00 s 25      | Hazel Clark 2 min 00 s 37       |
| 1500 m | Carrie Tollefson 4 min 08 s 32  | Jennifer Toomey 4 min 08 s 43   | Amy Rudolph 4 min 08 s 57       |
| 5 000 m | Shayne Culpepper 15 min 07 s 41 | Marla Runyan 15 min 07 s 48     | Shalane Flanagan 15 min 10 s 52 |
| 10 000 m | Deena Kastor 31 min 09 s 65     | Elva Dryer 31 min 58 s 14       | Kate O'Neill 32 min 07 s 25     |
| 3 000 m steeple | Ann Gaffigan 9 min 39 s 35 (NR) | Kathryn Andersen 9 min 45 s 52  | Carrie Messner 9 min 50 s 70    |
| 20 000 m marche | Teresa Vaill 1 h 35 min 57 s    | Joanne Dow 1 h 38 min 42 s      | Bobbi Chapman 1 h 39 min 01 s   |
| 100 m haies Vent : -1,6 m/s | Gail Devers 12 s 55             | Joanna Hayes 12 s 55            | Melissa Morrison 12 s 61        |
| 400 m haies | Sheena Johnson 52 s 95          | Brenda Taylor 53 s 36           | Lashinda Demus 53 s 43          |
| Saut en hauteur | Tisha Waller 1,98 m             | Chaunte Howard 1,95 m           | Amy Acuff 1,95 m                |
| Saut à la perche | Stacy Dragila 4,75 m            | Jillian Schwartz 4,55 m         | Kellie Suttle 4,55 m            |
| Saut en longueur | Marion Jones 7,11 m             | Grace Upshaw 6,83 m             | Akiba McKinney 6,57 m           |
| Triple saut | Tiombe Hurd 14,45 m (NR)        | Shakeema Walker 14,06 m         | Vanitta Kinard 13,73 m          |
| Poids | Laura Gerraughty 18,50 m        | Kristin Heaston 18,10 m         | Jillian Camarena 17,73 m        |
| Disque | Aretha Hill 63,55 m             | Stephanie Brown Trafton 61,90 m | Seilala Sua 61,60 m             |
| Marteau | Erin Gilreath 70,42 m           | Anna Mahon 69,23 m              | Amber Campbell 65,98 m          |
| Javelot | Kim Kreiner 55,65 m             | Sarah Malone 54,22 m            | Denise O'Connell 54,05 m        |
| Heptathlon | Shelia Burrell 6 194 pts        | Tiffany Lott-Hogan 6 159 pts    | Michelle Perry 6 126 pts        |
| Records et Performances - AR : Record continental (area record) - CR : Record des championnats (championship record) - MR : Record du meeting (meet record) - NR : Record national (national record) - OR : Record olympique (olympic record) - PR : Record paralympique (paralympic record) - PB : Record personnel (personal best) - SB : Meilleure performance personnelle de la saison (season's best) - WL : Meilleure performance mondiale de l'année (world leader) - WJR : Record du monde junior (world junior record) - WR : Record du monde (world record) Circonstances et Conditions - DNF : N'a pas terminé (did not finish) - DNS : N'a pas pris le départ (did not start) - DQ : Disqualification (disqualification) - NM : Aucun essai valable enregistré (No Mark) - Q : Qualifié « directement » au prochain tour (ou à la prochaine compétition), lors d'une compétition majeure, grâce au classement ou à la réalisation des minima (automatic qualifier) - q : Qualifié au prochain tour (ou à la prochaine compétition), lors d'une compétition majeure, grâce au repêchage ou à la réalisation de l'une des meilleures performances parmi celles des « non qualifiés directement » (grâce au meilleur temps ou à la meilleure distance par exemple) (secondary qualifier) |                                 |                                 |                                 |